# 빙의 (드라마)
《빙의》는 OCN에서 2019년 3월 6일부터 2019년 4월 25일까지 방영된 드라마이다.
한편, 본 방송을 하기 전 2019년 3월 3일 드라마 미리보기 형식으로 14분 분량의 〈빙의 - 영혼 추적기〉를 방영하였다.

## 등장 인물

### 주요 인물
- 송새벽 : 강필성 역 - 상동경찰서 강력반 형사
- 고준희 : 홍서정 역 - 영매
- 연정훈 : 오수혁 역 - TF그룹 상무
- 조한선 : 선양우 역 - 한울의료원 외과 의사

### 20년 전 악연
- 장혁진 : 김낙천 역 - 20년 전 연쇄살인마 황대두를 검거한 베테랑 형사
- 서은우 : 김지항 역 - 김낙천 형사의 딸
- 원현준 : 황대두 역 - 1990년대, 세상을 공포로 몰아넣은 연쇄살인마로, 5년 여에 걸쳐 서른 명에 가까운 사람을 잔인하게 살해

### 상동경찰서 강력반
- 이원종 : 유 반장 역 - 강력반 반장
- 박진우 : 최남현 역 - 필성의 동기인 단순무식 동료 형사.
- 권혁현 : 김준형 역 - 강력반 막내 형사
- 안은진 : 최연희 역 - 앳된 모습이 고스란히 남아있는 귀엽고 사랑스러운 교통과 순경
- 정찬비 : 유승희 역 - 유 반장의 딸

### 홍서정의 주변 인물
- 길해연 : 신금조 역 - 서정의 친모. 신 이름 금조. 뛰어난 영적 능력을 가진 영매
- 조완기 : 배도령 역 - 점을 보러 오는 예쁜 여자와 연애를 즐기는 바람둥이 박수무당
- 이지해 : 조승경 역 - 서정의 집주인 및 스포츠 댄스 강사. 박수 무당 배도령과 연애 중

### 오수혁의 주변 인물
- 박상민 : 장춘섭 역 - TF그룹 CEO 오수혁의 궂은 일을 처리해 주며 이권을 챙기는 조직폭력배 보스

### 그 외 인물
- 정해나 : 소희 역 - 서정의 절친, 의류 매장 사장
- 김연진
- 선율우
- 이정민
- 박수연
- 기세형 : 춘섭 부하 역
- 오유진 : 미선 역 - 한울의료원 여직원
- 류혜린
- 곽명화
- 오재균
- 신우희
- 이상인
- 이채빈
- 공정환
- 권용식
- 장명운
- 백재우

### 특별출연
- 정한용 : 한울의료원 원장 역
- 장현성 : 유반장 진료하는 의사 역
- 박순천 : 원장 수녀 역
- 이영아 : 스테파니 역

## 시청률
최저 시청률과 최고 시청률은 시청률 조사회사와 지역별로 시청률에 차이가 있을 수 있습니다.
| 2019년      | 2019년      | 2019년         | 2019년       | 2019년 |
| 회차        | 방송일      | AGB 시청률     | AGB 시청률   |        |
| 회차        | 방송일      | 대한민국(전국) | 서울(수도권) |        |
| ----------- | ----------- | -------------- | ------------ | ------ |
| 제1회       | 3월 6일     | 1.558%         | 1.785%       |        |
| 제2회       | 3월 7일     | 2.650%         | 3.694%       |        |
| 제3회       | 3월 13일    | 2.190%         | 2.721%       |        |
| 제4회       | 3월 14일    | 2.263%         | 3.154%       |        |
| 제5회       | 3월 20일    | 2.135%         | %            |        |
| 제6회       | 3월 21일    | 2.312%         | %            |        |
| 제7회       | 3월 27일    | 1.906%         | %            |        |
| 제8회       | 3월 28일    | 1.966%         | %            |        |
| 제9회       | 4월 3일     | 1.880%         | %            |        |
| 제10회      | 4월 4일     | 1.676%         | %            |        |
| 제11회      | 4월 10일    | 1.565%         | %            |        |
| 제12회      | 4월 11일    | 1.621%         | %            |        |
| 제13회      | 4월 17일    | 1.466%         | %            |        |
| 제14회      | 4월 18일    | 1.488%         | %            |        |
| 제15회      | 4월 24일    | 1.402%         | %            |        |
| 제16회      | 4월 25일    | 1.858%         | %            |        |
| 평균 시청률 | 평균 시청률 | %              | %            |        |

## 같이 보기
- 대한민국의 텔레비전 드라마 목록 (ㅂ)
- 2019년 대한민국의 텔레비전 드라마 목록